# Bill Kreutzmann
Bill Kreutzmann, rodným jménem William Kreutzmann Jr., (* 7. května 1946 Palo Alto) je americký rockový bubeník, nejvíce známý jako dlouholetý člen skupiny Grateful Dead, se kterou hrál po celou dobu její existence v letech 1965–1995. V roce 1994 byl coby člen skupiny uveden do Rokenrolové síně slávy. Skupina ukončila svou činnost po smrti frontmana Jerryho Garcii.
Kreutzmann následně působil v triu Backbone, které v roce 1998 vydalo jedno eponymní album. Spolu s několika dalšími členy hrál v kapele The Other Ones (2000–2002), po roce 2003 vystupující pod názvem The Dead. Jeho další kapelou byla Trichromes, která své jediné album vydala v roce 2002. Spolu se dvěma členy kapely Phish dále hrál ve skupině SerialPod (2005) a vedl BK3 (2008–2012) a 7 Walkers (2009–2012). V letech 1979–1981 a znovu občasně od roku 2006 hrál s Mickeym Hartem, druhým bubeníkem Grateful Dead, ve skupině Rhythm Devils. Počínaje rokem 2014 hraje ve skupině Billy & the Kids a od roku 2015 se dvěma členy Grateful Dead v Dead & Company.
V roce 2015 vydal autobiografickou knihu Deal: My Three Decades of Drumming, Dreams, and Drugs with the Grateful Dead.

## Diskografie

### Ostatní
- Blows Against The Empire – Paul Kantner a Jefferson Starship (1970)
- If I Could Only Remember My Name – David Crosby (1971)
- James and the Good Brothers – James and the Good Brothers, 1971
- Powerglide – New Riders of the Purple Sage (1971)
- Garcia – Jerry Garcia (1972)
- Graham Nash David Crosby – Graham Nash a David Crosby (1972)
- Ace – Bob Weir (1972)
- Demon in Disguise – David Bromberg (1972)
- The Rowan Brothers – The Rowan Brothers (1972)
- Fire Up – Merl Saunders (1973)
- Wanted Dead or Alive – David Bromberg (1974)
- Reflections – Jerry Garcia (1976)
- Texican Badman – Peter Rowan (1980)
- The Rhythm Devils Play River Music – The Rhythm Devils (1980)
- Livin' the Life – The Rowan Brothers (1980)
- A Wing and a Prayer – Matt Kelly (1987)
- Retrospective Dreams – RJ Fox (1991)
- The Apocalypse Now Sessions - The Rhythm Devils (1991)
- Fire Up Plus – Merl Saunders (1992)
- Fiesta Amazonica – Merl Saunders and the Rainforest Band (1998)
- Backbone – Backbone (1999)
- Dice with the Universe (EP) – The Trichromes (2002)
- Trichromes – The Trichromes (2002)
- Live at the Fillmore – Denver (DVD) – The String Cheese Incident (2003)
- Now and Then – The Rowan Brothers (2004)
- Out Beyond Ideas – David Wilcox a Nance Pettit (2005)
- The Green Sparrow – Mike Gordon (2008)
- The Rhythm Devils Concert Experience (DVD) – The Rhythm Devils (2008)
- 7 Walkers – 7 Walkers (2010)